# Antonio Cícero
Antônio Cícero Correia Lima (Río de Janeiro, 6 de octubre de 1945-Zúrich, 23 de octubre de 2024) fue un compositor, poeta, crítico literario y filósofo brasileño. Escribió poesía y libros filosóficos, además de tener una carrera prolífica como letrista, componiendo canciones para artistas como Marina Lima (su hermana), João Bosco, Waly Salomão, Adriana Calcanhotto, Ritchie y Lulu Santos.
En agosto de 2017, fue nombrado miembro de la Academia Brasileña de Letras, asumiendo el cargo en marzo de 2018. 

## Biografía
Cícero nació en Río en 1945, hijo de Amelia Correia Lima y Ewaldo Correia Lima, originarios de Piauí. Su padre fue uno de los fundadores del Instituto Brasileño de Estudios Superiores. Estudió Filosofía en la Universidad Católica Pontífice de Río de Janeiro y luego en el Instituto de Filosofía y Ciencias Sociales de la Universidad Federal de Río de Janeiro. En 1969, tras problemas políticos, completó sus estudios de filosofía en la Universidad de Londres. Para 1976 se habría graduado de la Universidad de Georgetown en Estados Unidos, donde estudió griego y latín.

### Poesía y letras
Cícero escribió poesía desde su juventud, pero sus poemas empezaron a ser conocidos por el público cuando su hermana, la cantautora Marina Lima los convirtió en música. Antes, sin embargo, ya existían canciones suyas como Fullgás, Para Começar y À Francesa, las dos primeras en colaboración con su hermana y la última con Cláudio Zoli. A partir de entonces, se convertiría en uno de los socios más cercanos de Marina. Con Sergio Souza compuso el éxito de 1984, O Último Romântico.

### Fallecimiento
Tras ser diagnosticado con Alzhéimer, Cícero tomó la decisión de practicar la eutanasia, razón por la cual viajó a Suiza, donde dicho procedimiento fue aplicado y finalmente falleció el 23 de octubre de 2024 a los 79 años de edad.

## Trabajo

### Ensayos filosóficos
- O mundo desde o fim. Rio de Janeiro: Francisco Alves, 1995.
- Finalidades sem fim. São Paulo: Companhia das Letras, 2005.
- Poesia e filosofia. Rio de Janeiro: Civilização Brasileira, 2012.

### Poesía
- Guardar. Rio de Janeiro: Record, 1996.
- A cidade e os livros. Rio de Janeiro: Record, 2002.
- Livro de sombras: pintura, cinema e poesia (with artist Luciano Figueiredo). Rio de Janeiro, + 2 Editora, 2010.
- Porventura. Rio de Janeiro: Record, 2012

### Entrevista(s)
- Antonio Cicero por Antonio Cicero. Org. por Arthur Nogueira.